# مادیون، اندونزی
مادیون (اندونزیایی: Madiun) شهری در استان جاوه شرقی کشور اندونزی است. جمعیت این شهر بر اساس سرشماری سال ۱۹۹۰ میلادی، ۱۶۵٫۸۰۷ نفر و بر اساس سرشماری سال ۲۰۰۰ میلادی، ۱۸۰٫۴۹۸ بوده که در سال ۲۰۰۷ میلادی به ۱۸۸٫۰۰۲ نفر افزایش یافته‌است.